# Station Lhasa
Station Lhasa is het centrale spoorwegstation in Lhasa, de hoofdstad van de Tibetaanse Autonome Regio, China. Het station is het laatste station aan de Peking-Lhasa-spoorlijn.

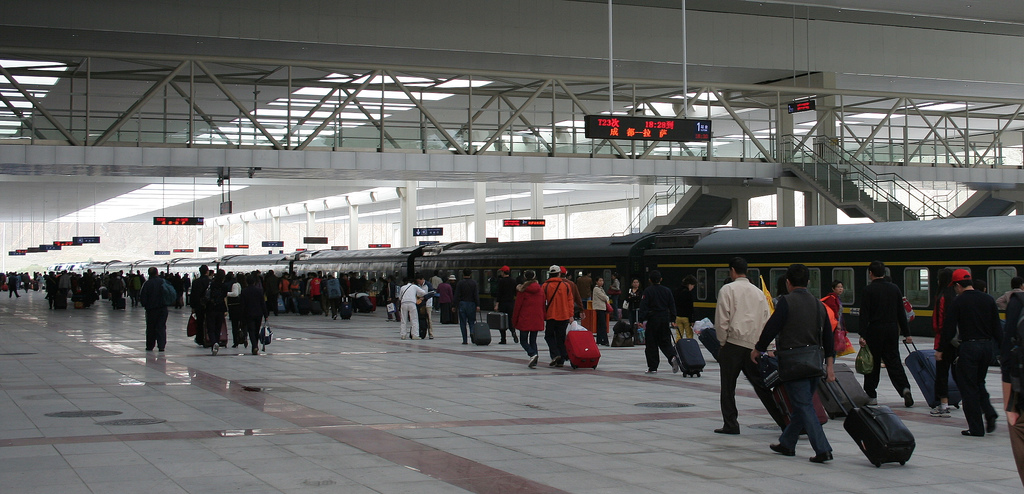
Passagiershal

Per dag stoppen passagierstreinen op het station uit Peking, Shanghai, Kanton, Chengdu, Chongqing, Lanzhou en Xining.
Het station is groot in verhouding tot de behoefte. Het telt een grote passagiershal, twee eilandperrons en is geheel overdekt. Het station kan uitgebreid worden met twee extra eilandperrons en drie sporen.
De vertrekborden tonen de vier volgende treinen van vertrek in het Chinees en Tibetaans; de titels zijn alleen in het Chinees. De tijden en treinnummers zijn in Latijnse alfanumerieke karakters.